# ۹۵۴ (خورشیدی)
۹۵۴ نهصد و پنجاه و چهارمین سال هجری خورشیدی است.